# Pteroeides jungerseni
Pteroeides jungerseni är en korallart som beskrevs av Hjalmar Broch 1910. Pteroeides jungerseni ingår i släktet Pteroeides och familjen Pennatulidae. Inga underarter finns listade i Catalogue of Life.